# علي علاوي (لاعب كرة قدم)
علي علاوي مواليد 3 أكتوبر 1993 في حمص، هو لاعب كرة قدم سوري يلعب مع نادي الفتوة السوري في مركز الوسط.

## المسيرة الاحترافية

### أندية لعب لها
- نادي الفتوة (سوريا)